# 伍仲文

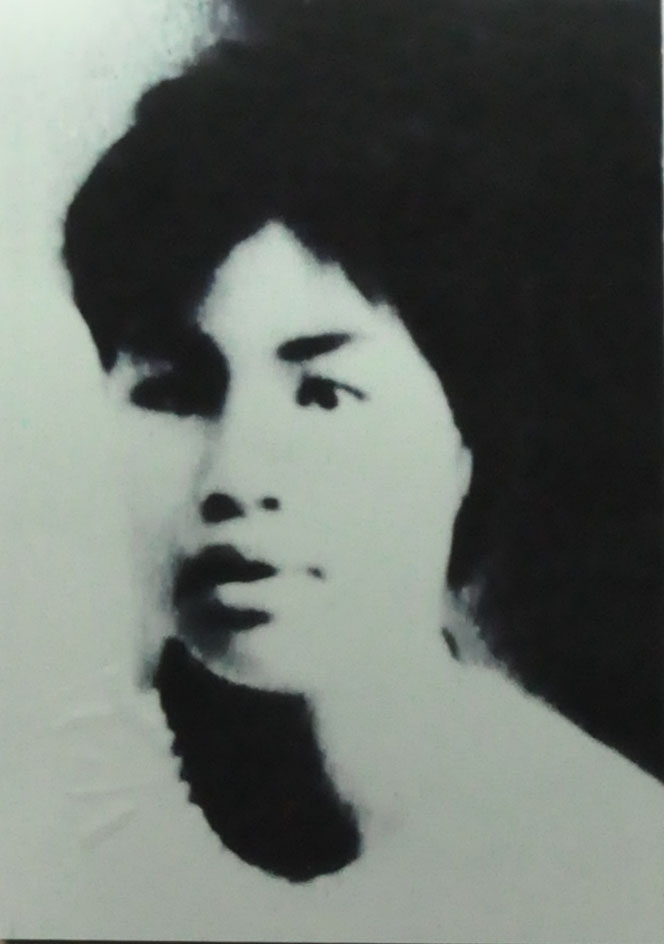
伍仲文

伍仲文（1903年—1931年2月7日），原名伍杏仙，广东南海人，中共党员，曾任共青团闸北区委书记，龙华二十四烈士之一。

## 生平
早年入读南海县女子学校，1924年到广州，入何香凝领导的妇女职业学校半工半读。1925年参加省港大罢工，在妇女部工作，同年加入中国共产党。1926年冬赴苏联学习，1928年秋回国，在上海中共法南区委工作，负责青年运动。1929年先后在吴淞区委、闸北区委工作，负责女工运动，并担任共青团闸北区委书记。1931年1月17日被捕。2月7日晚，在龙华看守所刑场被枪杀。据目击者称，伍是最后一个倒下的，身上被打了13枪，倒下前还在呼喊“中国共产党万岁”。与她同时被处决的还有她的丈夫中共江苏省委沪中区委书记蔡博真。

## 囚车上的婚礼
1929年，伍仲文调到蔡博真所在闸北区委，两人在工作中相爱了。1931年1月17日，蔡博真和伍仲文等30多名同志同时遭到敌人逮捕。1月23日在被引渡到龙华淞沪警备司令部的囚车中，同志们为他俩举行一场特殊的婚礼。